# Бабенко Василь Сергійович
Василь Сергійович Бабенко (21.01.1924 — 27.12.1988) — радянський військовослужбовець, учасник Великої Вітчизняної війни, повний кавалер ордена Слави, радист роти зв'язку 102-го гвардійського стрілецького полку гвардії 35-ї гвардійської стрілецької дивізії, сержант.

## Біографія
Народився 21 січня 1924 року в селі Журавльовка, зараз Буландинський район Акмолинської області Казахстану. У дитинстві з батьками переїхав у село Талгар під Алма-Атою. Тут закінчив 7 класів, працював у колгоспі.
У 1942 році був призваний в Червону армію. У навчальному полку здобув фах зв'язківця. У боях Великої Вітчизняної війни з січня 1943 року. Воював у складі 102-го гвардійського стрілецького полку 35-ї гвардійської стрілецької дивізії.
1 серпня 1944 року при форсуванні річки Вісли в районі Маґнушева гвардії молодший сержант Бабенко під вогнем і при неодноразових контратаках противника забезпечив надійний радіозв'язок командира полку з батальйонами. Він ні на крок не відставав від комбата, пересуваючись слідом за ним на найбільш небезпечні ділянки бою. Вже на плацдармі, в бою у районі села Тарновско був поранений напарник Бабенко і він залишившись один з рацією, продовжувала забезпечувати безперебійний зв'язок.
Наказом від 10 вересня 1944 року за забезпечення надійного зв'язку, сміливість і мужність у бою гвардії молодший сержант Бабенко Василь Сергійович нагороджений орденом Слави 3-го ступеня.
19 січня 1945 року в наступальних боях за місто Лодзь гвардії молодший сержант Бабенко, коли телефонна лінія вийшла з ладу, по рації забезпечував безперебійний зв'язок командира полку з підрозділами. Забезпечив успішне відбиття контратак противника, точний вогонь артилерії.
Наказом від 7 лютого 1945 року за забезпечення надійного зв'язку, сміливість і мужність у бою гвардії молодший сержант Бабенко Василь Сергійович нагороджений орденом Слави 2-го ступеня.
Під час битви за Берлін радиста знову проявив мужність та високу майстерність. За весь час наступу з 16 по 26 квітня гвардії сержант Бабенко ні на хвилину не допустив припинення зв'язку командира полку з підрозділами. В боях в передмісті Берліна 21 квітня, перебуваючи на передньому краї, він по радіо успішно коригував вогонь артилерії. Беручи участь у вуличних боях у Берліні, вогнем з особистої зброї знищив 7 супротивників.
Указом Президії Верховної Ради СРСР від 15 травня 1946 року за виняткову мужність, відвагу і хоробрість, виявлені в боях з ворожими загарбниками, гвардії сержант Бабенко Василь Сергійович нагороджений орденом Слави 1-го ступеня. Таким чином він став повним кавалером ордена Слави.
У 1947 старшина Бабенко був демобілізований. Повернувся на батьківщину. Жив у місті Талгар, працював бухгалтером у колгоспі «Алма-Ата». Помер 27 грудня 1988 року.

## Нагороди
- Орден Вітчизняної війни 1-го ступеня (06.04.1985)
- Орден Слави 1-го ступеня № 2614 (15.05.1946).
- Орден Слави 2-го ступеня № 11384 (07.02.1945).
- Орден Слави 3-го ступеня № 237228 (10.09.1944).
- Медаль «За відвагу» (Наказ № 0114/н від 22.04.1945 з 35-ї гвардійської стрілецької дивізії).
- Медалі